# Aninoasa (okręg Vâlcea)
Aninoasa – wieś w Rumunii, w okręgu Vâlcea, w gminie Glăvile. W 2011 roku liczyła 217 mieszkańców.